# Rita Trapanese
Rita Trapanese, née le 8 mai 1951 à Milan en Lombardie et morte le 10 août 2000 à Gattatico en Émilie-Romagne, est une patineuse artistique italienne, vice-championne d'Europe en 1972.

## Biographie

### Carrière sportive
Rita Trapanese domine le patinage artistique féminin italien de 1965 à 1972 en remportant huit fois consécutivement le championnat national.
Au niveau international, elle obtient deux médailles aux championnats d'Europe : le bronze en 1971 à Zurich et l'argent en 1972 à Göteborg. Elle représente l'Italie à deux olympiades lors des Jeux de 1968 à Grenoble et lors des Jeux de 1972 à Sapporo.

### Hommage
Après son décès, le Grand Prix ISU Junior, qui se déroule en Italie, a été nommé « Trophée Rita Trapanese »  (Trofeo Rita Trapanese) en son honneur.

## Palmarès
| Compétitions principales | 1965    | 1966    | 1967    | 1968    | 1969    | 1970    | 1971    | 1972    |  |  |  |  |  |  |
| Jeux olympiques d'hiver  |         |         |         | 25e     |         |         |         | 7e      |  |  |  |  |  |  |
| Championnats du monde    |         |         | 13e     | F       | 13e     | 8e      | 5e      | F       |  |  |  |  |  |  |
| Championnats d'Europe    |         | 18e     | 15e     | 18e     | 8e      | 4e      | 3e      | 2e      |  |  |  |  |  |  |
| Championnats d'Italie    | 1re     | 1re     | 1re     | 1re     | 1re     | 1re     | 1re     | 1re     |  |  |  |  |  |  |
|                          |         |         |         |         |         |         |         |         |  |  |  |  |  |  |
| Autre Compétition        | 1964/65 | 1965/66 | 1966/67 | 1967/68 | 1968/69 | 1969/70 | 1970/71 | 1971/72 |  |  |  |  |  |  |
| Trophée Richmond         |         |         | 10e     | 7e      | 4e      | 3e      | 1re     |         |  |  |  |  |  |  |
| Légende : F= Forfait     |         |         |         |         |         |         |         |         |  |  |  |  |  |  |